# Gran Premio della Malesia 2013
Il Gran Premio della Malesia 2013 è stata la seconda prova della stagione 2013 del campionato mondiale di Formula 1. Si è disputata domenica 24 marzo 2013, sul circuito di Sepang, che si trova nelle vicinanze dalla capitale malese Kuala Lumpur. La gara è stata vinta dal tedesco Sebastian Vettel su Red Bull Racing-Renault, al suo ventisettesimo successo nel mondiale. Vettel ha preceduto sul traguardo il suo compagno di squadra, l'australiano Mark Webber e il britannico Lewis Hamilton su Mercedes.

## Vigilia

### Aspetti tecnici
La Pirelli, fornitore unico degli pneumatici, annuncia per questo Gran Premio coperture di tipo duro e medio. La FIA stabilisce due zone per l'attivazione del DRS: la prima sul rettilineo opposto a quello del traguardo (Penang Straight), e l'altra sullo stesso rettilineo dei box. Il punto di rilevazione del distacco fra piloti è stabilito tra le curve 12 e 13. Rispetto perciò alla stagione precedente la FIA raddoppia il numero di zone di attivazione per il meccanismo.
Nicolas Hülkenberg, pilota della Sauber, che non ha potuto prendere parte al Gran Premio d'Australia, vede cambiato il telaio della sua vettura. La McLaren decide di ripresentare la vettura MP4-28 negando la volontà di riportare in pista la vettura utilizzata nel corso del 2012, la MP4-27.

### Aspetti sportivi
Derek Warwick è nominato commissario aggiunto, dalla federazione internazionale, per il Gran Premio. Il pilota inglese ha svolto tale funzione in diverse occasioni precedenti, l'ultima nel Gran Premio di Abu Dhabi 2012.
Il pilota della Ferrari, Fernando Alonso, festeggia il suo duecentesimo Gran Premio di Formula 1. Lo spagnolo esordì nel Gran Premio d'Australia 2001 con la Minardi. In 199 gare, compreso il Gran Premio degli Stati Uniti d'America 2005, in cui si ritirò prima del via, l'iberico ha conquistato 30 vittorie, 22 pole, 19 giri veloci, 1382 punti, oltre ai titoli piloti 2005 e 2006.
Anche il pilota della Red Bull Racing, Mark Webber, tocca i 200 GP validi per il mondiale di F1. L'australiano esordì nella sua gara di casa nell'edizione 2002, anche lui al volante di una Minardi. In 199 presenze, compresi i gran premi di Spagna 2002 e Stati Uniti d'America 2005, ha ottenuto 9 vittorie, 11 pole position, 14 giri veloci e 856,5 punti.
Nella Grand Prix Drivers' Association, il sindacato piloti, Jenson Button sostituisce Felipe Massa, nel collegio dei direttori. Nick Fry viene sostituito da Toto Wolff quale amministratore delegato della Mercedes AMG F1.

## Prove

### Resoconto
La prima sessione di prove libere si svolge con clima asciutto. Il migliore nella prima sessione è stato il pilota della Red Bull Racing Mark Webber, che ha preceduto il portacolori della Lotus, Kimi Räikkönen, staccato di 68 millesimi. Il finlandese ha scontato anche dei problemi con l'uso del KERS. Il terzo miglior tempo è stato dell'altro pilota della Red Bull Sebastian Vettel.
La pioggia è giunta sul tracciato malese dopo circa 45 minuti dall'inizio della seconda sessione del venerdì. La durata però della precipitazione è stata breve, tanto da non impedire ai piloti di utilizzare anche la seconda parte della sessione stessa. I migliori tempi però sono stati comunque ottenuti nella prima parte: il più rapido è stato Kimi Räikkönen, che ha preceduto di soli 19 millesimi Sebastian Vettel. Dietro al tre volte campione del mondo si sono inserite le due Ferrari F138 di Felipe Massa e Fernando Alonso. Al termine della prima giornata di prove le coperture portate dalla Pirelli sono criticate da alcuni piloti, che trovano eccessiva l'usura e il fenomeno di blistering.
Nella terza sessione Sebastian Vettel ha ottenuto il tempo migliore, con un giro negli ultimi minuti della stessa. Il tedesco ha preceduto di 133 millesimi Lewis Hamilton, mentre al terzo posto si è piazzato Adrian Sutil della Force India. I primi nove tempi sono racchiusi in mezzo secondo.
Anche in questo Gran Premio, come nella prima gara stagionale in Australia, vi sono dei problemi nelle comunicazioni automatiche tra la Federazione e i piloti, quando le vetture sono sul circuito.

### Risultati
Nella prima sessione del venerdì si è avuta questa situazione:
| Pos | Nº | Pilota           | Costruttore             | Tempo    | Gap    | Giri |
| --- | -- | ---------------- | ----------------------- | -------- | ------ | ---- |
| 1   | 2  | Mark Webber      | Red Bull Racing-Renault | 1'36"935 |        | 15   |
| 2   | 7  | Kimi Räikkönen   | Lotus-Renault           | 1'37"003 | +0"068 | 15   |
| 3   | 1  | Sebastian Vettel | Red Bull Racing-Renault | 1'37"104 | +0"169 | 21   |

Nella seconda sessione del venerdì si è avuta questa situazione:
| Pos | Nº | Pilota           | Costruttore             | Tempo    | Gap    | Giri |
| --- | -- | ---------------- | ----------------------- | -------- | ------ | ---- |
| 1   | 7  | Kimi Räikkönen   | Lotus-Renault           | 1'36"569 |        | 28   |
| 2   | 1  | Sebastian Vettel | Red Bull Racing-Renault | 1'36"588 | +0"019 | 27   |
| 3   | 4  | Felipe Massa     | Ferrari                 | 1'36"661 | +0"092 | 33   |

Nella sessione del sabato mattina si è avuta questa situazione:
| Pos | Nº | Pilota           | Costruttore             | Tempo    | Gap    | Giri |
| --- | -- | ---------------- | ----------------------- | -------- | ------ | ---- |
| 1   | 1  | Sebastian Vettel | Red Bull Racing-Renault | 1'36"435 |        | 20   |
| 2   | 10 | Lewis Hamilton   | Mercedes                | 1'36"568 | +0"133 | 17   |
| 3   | 15 | Adrian Sutil     | Force India-Mercedes    | 1'36"588 | +0"153 | 19   |

## Qualifiche

### Resoconto
Nella prima fase il tempo resta asciutto. Il tempo migliore in questa fase è colto da Adrian Sutil della Force India. I sei piloti eliminati sono i due della Marussia, i due della Caterham, assieme a Jean-Éric Vergne e Valtteri Bottas.
L'attesa pioggia si presenta sul circuito durante la Q2. Questo penalizza Pastor Maldonado che aveva deciso di tentare il giro veloce solo nella parte finale della sessione. Oltre al venezuelano, che non fa segnare tempi validi, rimangono eliminati i due piloti della Sauber, Paul di Resta, Romain Grosjean e Daniel Ricciardo.
Il maltempo permane anche in Q3: Sebastian Vettel, con gomme intermedie, coglie la sua seconda pole stagionale, la trentottesima in totale. La prima fila è conquistata da Felipe Massa (staccato però di quasi un secondo), che precede Fernando Alonso e Lewis Hamilton.
Al termine della sessione Kimi Räikkönen, giunto settimo, viene penalizzato di tre posizioni per avere ostacolato Nico Rosberg durante le qualifiche.

### Risultati
Nella sessione di qualifica si è avuta questa situazione:
| Pos                         | Nº | Pilota              | Costruttore             | Q1       | Q2          | Q3       | Griglia |
| --------------------------- | -- | ------------------- | ----------------------- | -------- | ----------- | -------- | ------- |
| 1                           | 1  | Sebastian Vettel    | Red Bull Racing-Renault | 1'37"899 | 1'37"245    | 1'49"674 | 1       |
| 2                           | 4  | Felipe Massa        | Ferrari                 | 1'37"712 | 1'36"874    | 1'50"587 | 2       |
| 3                           | 3  | Fernando Alonso     | Ferrari                 | 1'37"314 | 1'36"877    | 1'50"727 | 3       |
| 4                           | 10 | Lewis Hamilton      | Mercedes                | 1'37"513 | 1'36"517    | 1'51"699 | 4       |
| 5                           | 2  | Mark Webber         | Red Bull Racing-Renault | 1'37"619 | 1'36"449    | 1'52"244 | 5       |
| 6                           | 9  | Nico Rosberg        | Mercedes                | 1'37"239 | 1'36"190    | 1'52"519 | 6       |
| 7                           | 7  | Kimi Räikkönen      | Lotus-Renault           | 1'36"959 | 1'36"640    | 1'52"970 | 10      |
| 8                           | 5  | Jenson Button       | McLaren-Mercedes        | 1'37"487 | 1'37"117    | 1'53"175 | 7       |
| 9                           | 15 | Adrian Sutil        | Force India-Mercedes    | 1'36"809 | 1'36"834    | 1'53"439 | 8       |
| 10                          | 6  | Sergio Pérez        | McLaren-Mercedes        | 1'37"702 | 1'37"342    | 1'54"136 | 9       |
| 11                          | 8  | Romain Grosjean     | Lotus-Renault           | 1'37"363 | 1'37"636    | N.D.     | 11      |
| 12                          | 11 | Nicolas Hülkenberg  | Sauber-Ferrari          | 1'37"931 | 1'38"125    | N.D.     | 12      |
| 13                          | 19 | Daniel Ricciardo    | STR-Ferrari             | 1'37"722 | 1'38"822    | N.D.     | 13      |
| 14                          | 12 | Esteban Gutiérrez   | Sauber-Ferrari          | 1'37"707 | 1'39"221    | N.D.     | 14      |
| 15                          | 14 | Paul di Resta       | Force India-Mercedes    | 1'37"493 | 1'44"509    | N.D.     | 15      |
| 16                          | 16 | Pastor Maldonado    | Williams-Renault        | 1'37"867 | senza tempo | N.D.     | 16      |
| 17                          | 18 | Jean-Éric Vergne    | STR-Ferrari             | 1'38"157 | N.D.        | N.D.     | 17      |
| 18                          | 17 | Valtteri Bottas     | Williams-Renault        | 1'38"207 | N.D.        | N.D.     | 18      |
| 19                          | 22 | Jules Bianchi       | Marussia-Cosworth       | 1'38"434 | N.D.        | N.D.     | 19      |
| 20                          | 20 | Charles Pic         | Caterham-Renault        | 1'39"314 | N.D.        | N.D.     | 20      |
| 21                          | 23 | Max Chilton         | Marussia-Cosworth       | 1'39"672 | N.D.        | N.D.     | 21      |
| 22                          | 21 | Giedo van der Garde | Caterham-Renault        | 1'39"932 | N.D.        | N.D.     | 22      |
| Tempo limite 107%: 1'43"585 |    |                     |                         |          |             |          |         |

Con i tempi in grassetto sono visualizzate le migliori prestazioni in Q1, Q2 e Q3.

## Gara

### Resoconto
Prima della gara la Williams decide di sostituire il motore sulla vettura di Pastor Maldonado, per un pistone danneggiato. A causa delle condizioni dell'asfalto molti piloti compiono delle escursioni di pista durante il giro di formazione: Daniel Ricciardo, Valtteri Bottas, Max Chilton e Mark Webber. I primi due hanno anche riportato dei danni sulle loro monoposto ma sono stati autorizzati da Charlie Whiting a sostituire i particolari danneggiati.
Alla partenza, con pista umida, tutti montano gomme intermedie. Al via Sebastian Vettel mantiene il comando; Fernando Alonso, che ha passato Felipe Massa, danneggia l'ala anteriore in un contatto con il leader della gara. Nel corso del primo giro Alonso viene passato da Mark Webber, ma riesce poi a risuperare l'australiano. Lo spagnolo decide però di non fermarsi ai box per sostituire l'ala che cede all'inizio del secondo giro, costringendolo al ritiro.
La classifica vede, dopo Vettel, il suo compagno di scuderia Webber, poi Lewis Hamilton, Jenson Button, Nico Rosberg, Felipe Massa, Sergio Pérez e Adrian Sutil. Al giro 3 Rosberg passa Button, portandosi così in quarta posizione.
Al quinto giro Vettel opta per un cambio gomme, ove monta coperture da asciutto: il tedesco però nei primi metri sembra avere difficoltà a tenere in pista la sua monoposto. Due giri dopo anche Hamilton entra per il cambio gomme, ma sbaglia piazzola di sosta, fermandosi in quella della sua vecchia scuderia, la McLaren. Sempre nel corso dei concitati cambi gomma dei primi giri vi è un contatto tra la Caterham di Charles Pic e la STR di Jean-Éric Vergne.
Dopo queste soste il nuovo leader è Webber, che precede Vettel, Hamilton, Rosberg, Button, Hülkenberg e Massa. La classifica rimane invariata sino alla seconda tornata di soste, tra il 19º e 21º giro. Si riscontrano dei problemi nel fissaggio delle ruote sulle Force India, che sono entrambe poi costrette al ritiro. Ora Massa ha sopravanzato Hülkenberg per il sesto posto; il tedesco della Sauber è passato anche da Romain Grosjean.

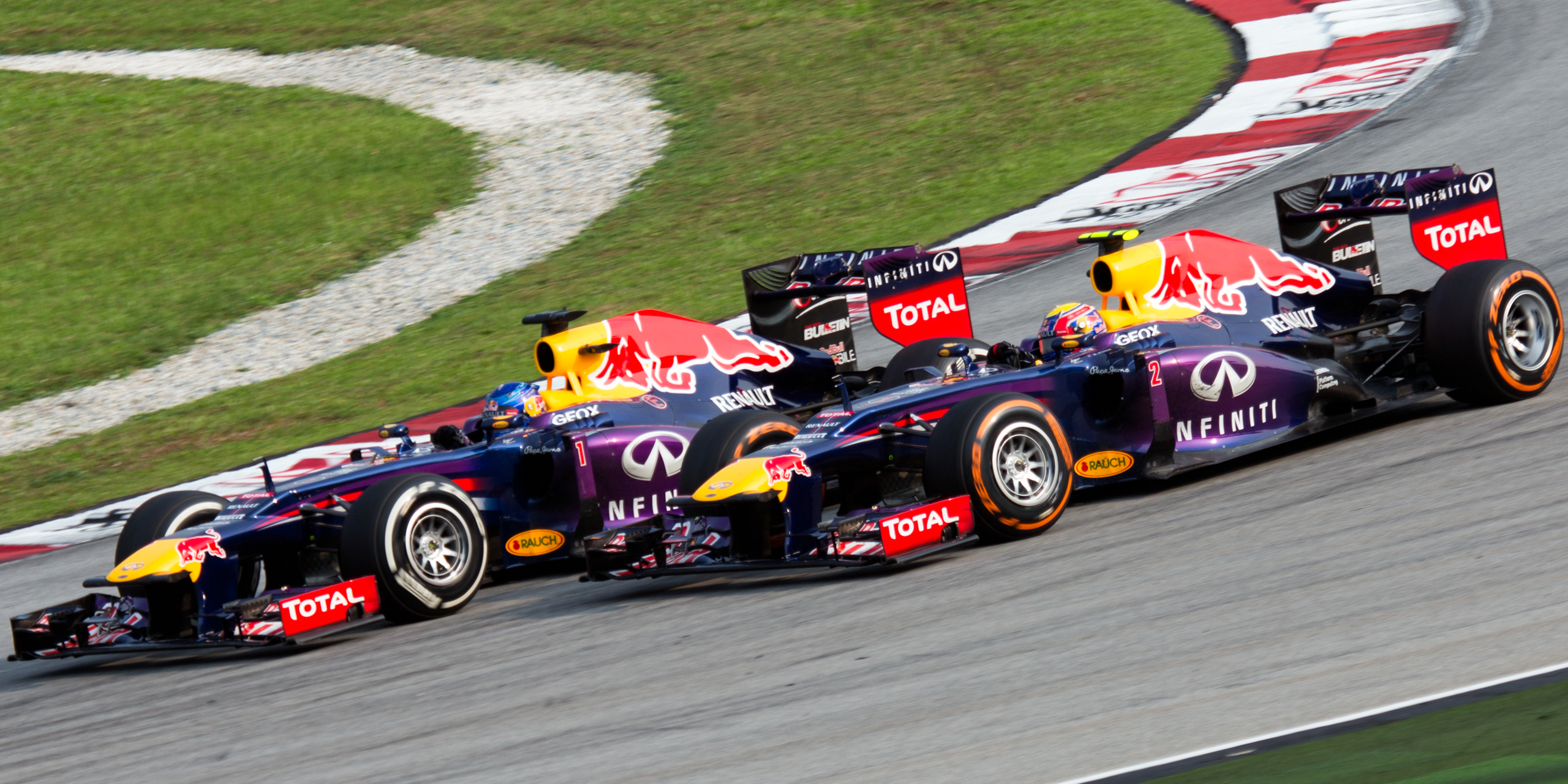
Quarantaseiesimo giro: Sebastian Vettel passa Mark Webber e si invola verso la vittoria.

Dal trentesimo al trentaduesimo giro vanno al pit stop i migliori della classifica. Jenson Button si trova così primo, fino al giro 35, quando viene passato da Mark Webber, che riprende il comando della gara. Un giro dopo, quando l'inglese va al cambio gomme, la sua scuderia monta in maniera errata la gomma anteriore destra, facendo perdere a Button l'opportunità di finire nei punti. All'uscita dai box Vettel perde una posizione su Hamilton, e rientra poco prima di Rosberg.
Tre giri dopo Sebastian Vettel supera sul rettifilo principale Lewis Hamilton, riportandosi al secondo posto. La quarta tornata di cambi gomme si verifica tra il 41º e il 43º giro. Webber riesce a mantenere il comando su Vettel, anche se per pochi metri. Tra i due piloti della Red Bull Racing si scatena subito la battaglia per il primo posto, che si conclude al giro 46 con Vettel che passa il compagno di scuderia. Vi è battaglia anche per la terza posizione tra le due Mercedes: Nico Rosberg si vede però sconsigliare il sorpasso nelle comunicazioni radio di Ross Brawn.
Felipe Massa effettua il suo ultimo stop al giro 47; con gomme nuove il brasiliano passa prima Pérez, poi le due Lotus, riportandosi così in quinta posizione. Il messicano della McLaren, con le gomme ormai alla frutta, cede a Hulkenberg ed è infine costretto a uno stop supplementare a due giri alla fine.
Sebastian Vettel vince così davanti a Mark Webber e alle due Mercedes di Lewis Hamilton e Nico Rosberg. Per il tedesco è il successo numero 27 nel mondiale. La Red Bull Racing fa sua la trentacinquesima vittoria, come Brabham e Renault.

### Risultati
I risultati del Gran Premio sono i seguenti:
| Pos | Nº | Pilota              | Costruttore             | Giri | Tempo/Ritiro               | Griglia | Punti |
| --- | -- | ------------------- | ----------------------- | ---- | -------------------------- | ------- | ----- |
| 1   | 1  | Sebastian Vettel    | Red Bull Racing-Renault | 56   | 1h38'56"681                | 1       | 25    |
| 2   | 2  | Mark Webber         | Red Bull Racing-Renault | 56   | +4"298                     | 5       | 18    |
| 3   | 10 | Lewis Hamilton      | Mercedes                | 56   | +12"181                    | 4       | 15    |
| 4   | 9  | Nico Rosberg        | Mercedes                | 56   | +12"640                    | 6       | 12    |
| 5   | 4  | Felipe Massa        | Ferrari                 | 56   | +25"648                    | 2       | 10    |
| 6   | 8  | Romain Grosjean     | Lotus-Renault           | 56   | +35"564                    | 11      | 8     |
| 7   | 7  | Kimi Räikkönen      | Lotus-Renault           | 56   | +48"479                    | 10      | 6     |
| 8   | 11 | Nicolas Hülkenberg  | Sauber-Ferrari          | 56   | +53"044                    | 12      | 4     |
| 9   | 6  | Sergio Pérez        | McLaren-Mercedes        | 56   | +1'12"357                  | 9       | 2     |
| 10  | 18 | Jean-Éric Vergne    | STR-Ferrari             | 56   | +1'27"124                  | 17      | 1     |
| 11  | 17 | Valtteri Bottas     | Williams-Renault        | 56   | +1'28"610                  | 18      |       |
| 12  | 12 | Esteban Gutiérrez   | Sauber-Ferrari          | 55   | +1 giro                    | 14      |       |
| 13  | 22 | Jules Bianchi       | Marussia-Cosworth       | 55   | +1 giro                    | 19      |       |
| 14  | 20 | Charles Pic         | Caterham-Renault        | 55   | +1 giro                    | 20      |       |
| 15  | 21 | Giedo van der Garde | Caterham-Renault        | 55   | +1 giro                    | 22      |       |
| 16  | 23 | Max Chilton         | Marussia-Cosworth       | 54   | +2 giri                    | 21      |       |
| 17  | 5  | Jenson Button       | McLaren-Mercedes        | 53   | Ruota                      | 7       |       |
| 18  | 19 | Daniel Ricciardo    | STR-Ferrari             | 51   | Scarico                    | 13      |       |
| Rit | 16 | Pastor Maldonado    | Williams-Renault        | 45   | KERS                       | 16      |       |
| Rit | 15 | Adrian Sutil        | Force India-Mercedes    | 27   | Dado della ruota           | 8       |       |
| Rit | 14 | Paul di Resta       | Force India-Mercedes    | 22   | Dado della ruota           | 15      |       |
| Rit | 3  | Fernando Alonso     | Ferrari                 | 1    | Rottura alettone anteriore | 3       |       |

## Classifiche mondiali

### Piloti
| Pos | Pilota             | Punti |
| --- | ------------------ | ----- |
| 1   | Sebastian Vettel   | 40    |
| 2   | Kimi Räikkönen     | 31    |
| 3   | Mark Webber        | 26    |
| 4   | Lewis Hamilton     | 25    |
| 5   | Felipe Massa       | 22    |
| 6   | Fernando Alonso    | 18    |
| 7   | Nico Rosberg       | 12    |
| 8   | Romain Grosjean    | 9     |
| 9   | Adrian Sutil       | 6     |
| 10  | Paul di Resta      | 4     |
| 11  | Nicolas Hülkenberg | 4     |
| 12  | Sergio Pérez       | 2     |
| 13  | Jenson Button      | 2     |
| 14  | Jean-Éric Vergne   | 1     |

### Costruttori
| Pos | Team                    | Punti |
| --- | ----------------------- | ----- |
| 1   | Red Bull Racing-Renault | 66    |
| 2   | Lotus-Renault           | 40    |
| 3   | Ferrari                 | 40    |
| 4   | Mercedes                | 37    |
| 5   | Force India-Mercedes    | 10    |
| 6   | Sauber-Ferrari          | 4     |
| 7   | McLaren-Mercedes        | 4     |
| 8   | STR-Ferrari             | 1     |

## Decisioni della FIA
Al termine della gara, La Scuderia Toro Rosso è stata multata di 10.000 $ per avere rimandato in pista Jean-Éric Vergne al sopraggiungere di Charles Pic, provocando un tamponamento delle due monoposto in corsia dei box.

## Polemiche dopo la gara
Mark Webber ha criticato il proprio compagno di scuderia Sebastian Vettel per il sorpasso compiuto ai suoi danni negli ultimi giri del Gran Premio. Secondo l'australiano, giunto secondo, la scuderia aveva chiesto ai piloti di mantenere le posizioni che si erano stabilite durante la gara. Sebastian Vettel, dal canto suo, ha prima minimizzato l'episodio, poi si è scusato con il compagno di scuderia, ammettendo l'errore. Il comportamento di Vettel è stato criticato da Christian Horner, team manager della Red Bull Racing, mentre è stato in parte giustificato da Helmut Marko, consulente della scuderia angloaustriaca, che ha evidenziato la poca chiarezza nelle comunicazioni con i piloti.
L'ex pilota di F1 John Watson ha criticato pesantemente la manovra di Vettel, proponendo addirittura la sua sospensione per un Gran Premio. Éric Boullier, team principal della Lotus ha invece affermato che tale comportamento andrebbe almeno multato dal team del pilota.